# جبل عروى
عروى أو جبل عروى هو جبل في منطقة عسير، المملكة العربية السعودية. يقف معزولًا عن سلاسل الجبال المجاورة (جبال القهر والخانق غربا)، وتحيط به الرمال، شمال سهل مريبخ. هناك عدد قليل من آبار المياه المعروفة باسم آبار عروى تقع على بعد 2 كم إلى الجنوب الشرقي من الجبل. يبلغ اتفاع أعلى قمة فيه ب 1161 م فوق مستوى البحر.

## الموقع
يقع جبل عروى قرب طريق وادي الدواسر مع تثليث. حيث يقع مركز أبرق النعام، تابع لمحافظة تثليث في منطقة عسير أسفل الجبل، وأهم ما يميز مركز النعام أنه عبارة عن مركز أمني. ويحده من الشمال مركز القيرة، ويحده من الجنوب مركز العين، ويحده منطقتي الرياض ونجران، ويحده من الغرب مركز الزرق.
حاليا يمكن الوصول إلى الجبل، انطلاقا من الطريق السريع المزدوج رقم 10 على مستوى محافظة تثليث، بالسير في طريق مريغان - ابرق النعام المريبخ بطول 60 كلم (انتهت اشغال التعبيد).

## التاريخ
كان الجبل معروفًا في العصور القديمة وكان يتم ذكره بشكل متكرر في الشعر العربي في المنطقة.
من أشهر ما قيل في عروى :

## وصلات خارجية
- صورة للجبل
- جبل عروى كلمات حسين المقاطي أداء سطام المقاطي على يوتيوب
- معركة عروى 1300هجري تعليق نايف الصنيدح على يوتيوب